# تایلر رید
تایلر رید (انگلیسی: Tyler Reid؛ زادهٔ ۲ سپتامبر ۱۹۹۷) بازیکن فوتبال اهل بریتانیا است.
از باشگاه‌هایی که در آن بازی کرده‌است می‌توان به باشگاه فوتبال نیوپورت کانتی اشاره کرد.